# Гааг, Флориан

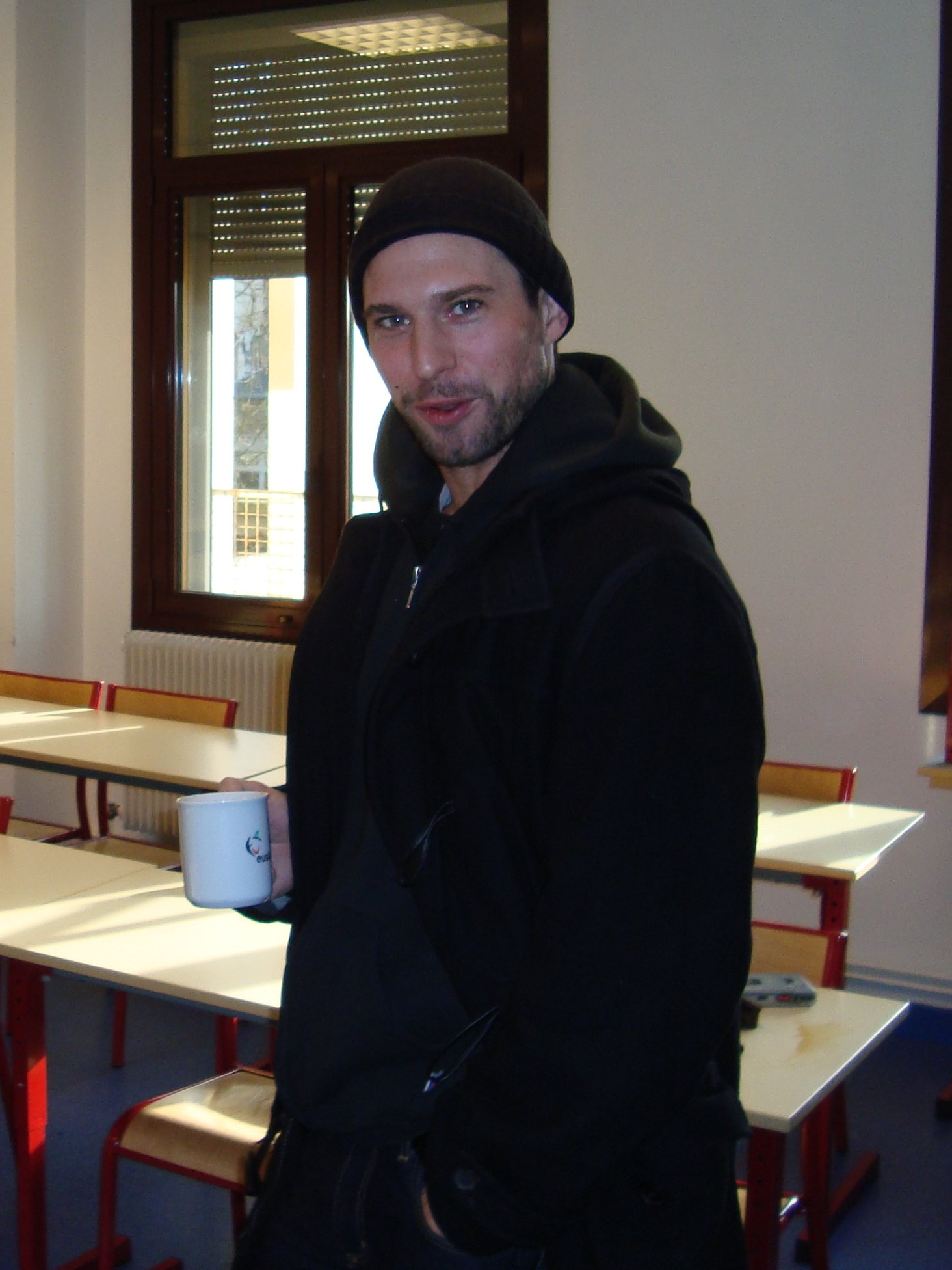
Флориан Гааг в средней школе Шарлевиль-Мезьер, 19 февраля 2009

Флориан Гааг (род. 1971, Вальдзассен) — немецкий режиссёр и сценарист.

## Биография
Флориан, сын валторниста Вольфганга Гаага (German Brass), вырос в Бамберге. Когда ему было 13 лет, его семья переехала в Мюнхен. На местной граффити-сцене он приобрел репутацию и активно рисовал до 1990 года. После окончания учёбы он отправился в Нью-Йорк для участия в работе школы искусств в Нью-Йоркском университете, чтобы изучать режиссуру с 1995 по 2000 год. В Нью-Йорке он работал с многочисленными короткометражными фильмами, такие как Prelude, Greg´s Cabin и Jack & Sterling. Вернувшись в Германию, он работал над сценарием для фильма «Состав». После встречи с представителем ZDF Гаагом был снят «Das Kleine Fernsehspiel» (Маленький телеспектакль).
Съёмка фильма «Состав» началась в 2004 году, проходила в Мюнхене и Варшаве. Фильм впервые показали 5 октября 2006 года в немецких кинотеатрах. Гааг не только написал сценарий, снял и был продюсером, он также подготовил саундтрек, который он записал в Германии и США. Сейчас Флориан Гааг живёт в Мюнхене и работает над новыми проектами в киноиндустрии и в музыке.

## Режиссёрская работа
- 2005: Wholetrain

## Награды
- Премия Адольфа Гримме 2009 — сценарист и режиссёр
- Urban World Vibe IFF New York — Лучшая сюжетно-тематическая картина
- Киевский МКФ — Лучшая сюжетно-тематическая картина и приз зрительских симпатий
- Cologne Conference IFFF — Лучший художественный фильм
- Бостонский МКФ — Лучший художественный фильм
- H2O IFF — Лучшая сюжетно-тематическая картина
- Сараевский МКФ — Лучший молодёжный фильм
- Exground IFF — Лучший молодёжный фильм
- МКФ в Берлине — Специальное упоминание «Dialoque en Perspective»

## Музыка
- Саундтрек к фильму Состав.